# مقاطعة كيبك (1763–1791)
كانت مقاطعة كيبيك (بالفرنسية: Province de Québec) مستعمرة في أمريكا الشمالية أسستها بريطانيا العظمى في 1763 بعد حرب السنوات السبع. خلال هذه الحرب، غزت قوات بريطانيا العظمى كندا الفرنسية. كجزء من شروط معاهدة باريس للتسوية السلمية، تخلت فرنسا عن مطالبتها لكندا وتفاوضت للاحتفاظ بجزيرة غوادلوب الصغيرة الغنية بالسكر بدلاً من ذلك. بموجب الإعلان الملكي لبريطانيا العظمى لعام 1763، أُعيد تسمية كندا (جزء من فرنسا الجديدة) باسم حكومة كيبيك. امتدت المقاطعة البريطانية الجديدة من ساحل لابرادور على المحيط الأطلنطي، إلى الجنوب الغربي عبر وادي نهر سانت لورانس إلى البحيرات العظمى وما وراءها إلى التقاء نهري أوهايو والميسيسيبي. تم التنازل لاحقًا عن أجزاء من جنوب غربها (جنوب البحيرات العظمى) للولايات المتحدة الفتية في معاهدة باريس (1783) في ختام الثورة الأمريكية، على الرغم من احتفاظ البريطانيين بوجود عسكري هناك حتى 1796. في 1791، قُسمّت الأراضي الواقعة شمال منطقة البحيرات العظمى إلى كندا السفلى وكندا العليا.